# Brasiléia

Brasiléia est une ville brésilienne du sud de l'État de l'Acre. Elle se situe dans la vallée du río Acre, par une latitude de 11° 00′ 36″ sud et par une longitude de 68° 44′ 52″ ouest, à une altitude de 172 mètres. Sa population était estimée à 18 056 habitants en 2006. La municipalité s'étend sur 4 356 km2.

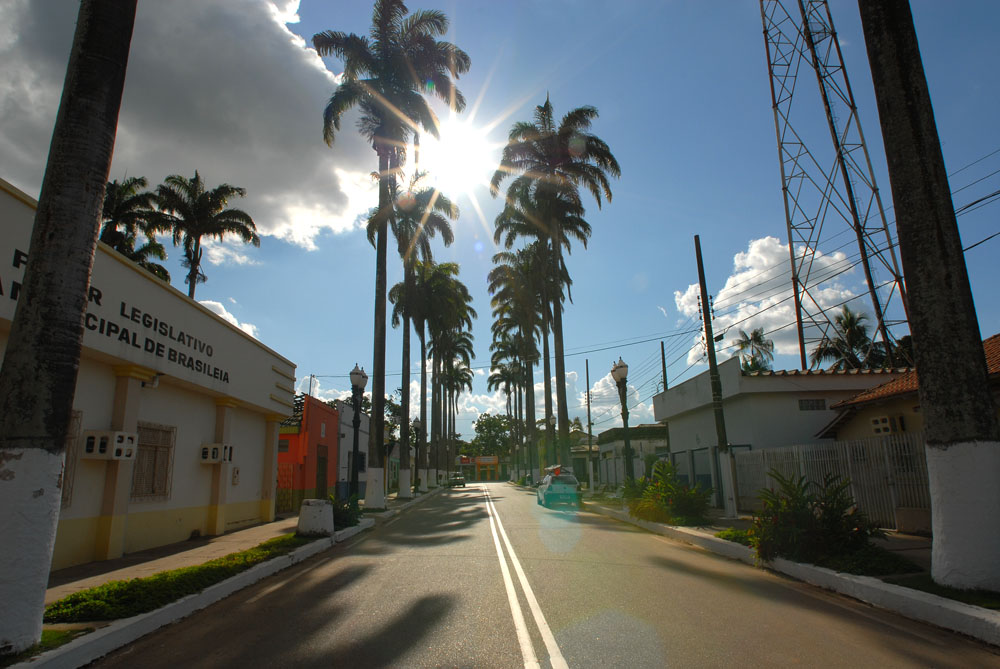
Rue à Brasiléia

## Maires
| Période | Période | Identité     | Étiquette | Qualité |
| ------- | ------- | ------------ | --------- | ------- |
| 2009    | 2012    | Leila Galvão | PT        |         |

## Villes voisines
Brasiléia est voisine des municipalités (municípios) suivantes :
- Assis Brasil ;
- Sena Madureira ;
- Xapuri ;
- Epitaciolândia.

La ville est également limitrophe de la Bolivie.